# Оренбургская митрополия
Оренбургская митрополия — митрополия Русской православной церкви в границах Оренбургской области. Объединяет Бузулукскую, Оренбургскую и Орскую епархии.
Образована постановлением Священного синода от 5 октября 2011 года.
Глава Оренбургской митрополии имеет титул митрополит Оренбургский и Саракташский.

## Митрополиты
- 5 октября 2011 — 22 октября 2015 — Валентин (Мищук)
- 22 октября 2015 — 6 сентября 2023 — Вениамин (Зарицкий)
- с 27 декабря 2023 — Петр (Мансуров)